# Bashkim (tidning)
Bashkim var en albanskspråkig politisk och samhällelig tidning mellan åren 1908 och 1910. Det förbereddes i Istanbul av en grupp albanska nationalister som ville stå emot den fortsatta delningen av Albanien och kämpade för albanernas rättigheter. Det första numret utkom den 8 november 1908, samma år med tre nummer på albanska samt 1910 med 10 nummer på både albanska och turkiska. Tidningen varade kort då den förbjöds två gånger av ungturkarna.